# اولبرامیتسه (ناحیه اولومووتس)
اولبرامیتسه (به چکی: Olbramice) یک منطقهٔ مسکونی در جمهوری چک است که در ناحیه اولومووتس واقع شده‌است.
 اولبرامیتسه ۳٫۰۴ کیلومتر مربع مساحت و ۲۳۲ نفر جمعیت دارد و ۳۹۴ متر بالاتر از سطح دریا واقع شده‌است.